# Équipe cycliste Conceria Zabri-Fanini-Guerciotti
L'équipe cycliste Conceria Zabri-Fannini-Guerciotti est une équipe cycliste professionnelle féminine basée en Albanie. Elle est dirigée par Grazia Romano et Manuel Fanini.

## Classements UCI
Ce tableau présente les places de l'équipe au classement de l'Union cycliste internationale en fin de saison, ainsi que la meilleure cycliste au classement individuel de chaque saison.
| Classement UCI | Classement UCI         | Classement UCI                              | Classement UCI |
| Année          | Classement par équipes | Meilleure coureuse au classement individuel |                |
| -------------- | ---------------------- | ------------------------------------------- | -------------- |
| 2017           | 39e                    | Yevheniya Vysotska (205e)                   |                |
| 2018           | 46e                    | Elena Franchi (383e)                        |                |
|                |                        |                                             |                |
| Source : UCI   |                        |                                             |                |

L'équipe participe à l'UCI World Tour féminin. Le tableau ci-dessous présente les classements de l'équipe sur ce circuit, ainsi que sa meilleure coureuse au classement individuel.
| UCI World Tour | UCI World Tour         | UCI World Tour                              | UCI World Tour |
| Année          | Classement par équipes | Meilleure coureuse au classement individuel |                |
| -------------- | ---------------------- | ------------------------------------------- | -------------- |
| 2017           | 33e                    | Yevheniya Vysotska (149e)                   |                |
|                |                        |                                             |                |
| Source : UCI   |                        |                                             |                |

## Encadrement
Le directeur sportif de l'équipe est Grazia Romano. Le représentant auprès de l'UCI et directeur sportif adjoint est Manuel Fanini.

## Conceria Zabri-Fannini-Guerciotti en 2019

### Arrivées et départs
| Arrivées           | Équipe 2018       |
| ------------------ | ----------------- |
| Francesca Balducci | SC Michela Fanini |
| Lisa De Ranieri    | Aromitalia Vaiano |
| Leonora Geppi      | SC Michela Fanini |

| Départs            | Équipe 2019                 |
| ------------------ | --------------------------- |
| Carmela Cipriani   | Aromitalia Vaiano           |
| Clemilda Fernandes | Eurotarget-Bianchi-Vitasana |
| Elena Franchi      | Eurotarget-Bianchi-Vitasana |

### Effectif
| Effectif 2019            | Effectif 2019     | Effectif 2019 | Effectif 2019                  |
| Cycliste                 | Date de naissance | Pays          | Équipe précédente              |
| ------------------------ | ----------------- | ------------- | ------------------------------ |
| Lisa Allkokondi          | 17 mai 1995       | Albanie       |                                |
| Francesca Balducci       | 1 mai 1996        | Italie        | SC Michela Fanini (2018)       |
| Simona Bortolotti        | 6 décembre 1994   | Italie        | Giusfredi-Bianchi (2017)       |
| Sofia Cilenti            | 20 janvier 1995   | Italie        |                                |
| Lisa De Ranieri          | 30 juillet 1997   | Italie        | Aromitalia Vaiano (2018)       |
| Keti Fetishi             | 15 avril 1997     | Albanie       |                                |
| Leonora Geppi            | 9 décembre 1999   | Italie        | SC Michela Fanini (2018)       |
| Joli Karafili            | 6 octobre 1995    | Albanie       |                                |
| Xhorxhia Kristollari     | 2 mai 1995        | Albanie       |                                |
| Xhejna Metalja           | 6 février 1997    | Albanie       |                                |
| Claudia Meucci           | 22 janvier 1999   | Italie        |                                |
| Loreta Pirro             | 15 novembre 1997  | Albanie       |                                |
| Jona Rizvanolli          | 2 mai 1992        | Albanie       |                                |
| Elona Rusta              | 3 septembre 1996  | Albanie       |                                |
| Basei Marzia Salton      | 7 juillet 1997    | Italie        | Hagens Berman-Supermint (2016) |
|                          |                   |               |                                |
| Source : ProCyclingStats |                   |               |                                |

### Classement mondial
| Classement UCI | Classement UCI | Classement UCI | Classement UCI |
| Coureuse       | Coureuse       | Pays           | Points         |
| -------------- | -------------- | -------------- | -------------- |